# Puchar Świata w narciarstwie dowolnym 1988/1989
Puchar Świata w narciarstwie dowolnym 1988/1989 rozpoczął się 9 grudnia 1988 we francuskim Tignes, a zakończył 24 marca 1989 w fińskim Suomu. Była to dziesiąta edycja Pucharu Świata w narciarstwie dowolnym. Puchar Świata rozegrany został w 6 krajach i 10 miastach na 2 kontynentach. Najwięcej zawodów odbyło się we Francji, po 12 dla mężczyzn i kobiet. Rozegrano 38 zawodów dla mężczyzn oraz 40 dla kobiet.
Obrońcą Pucharu Świata wśród mężczyzn był Francuz Éric Laboureix, a wśród kobiet Szwajcarka Conny Kissling. W tym sezonie triumfowali: Kanadyjczyk Chris Simboli wśród mężczyzn oraz ponownie Kissling, dla której był to już siódmy tytuł z rzędu.

## Konkurencje
- AE = skoki akrobatyczne
- MO = jazda po muldach
- BA = balet narciarski
- KB = kombinacja

## Mężczyźni

### Kalendarz i wyniki
| Lp                                                            | Data             | Miejsce      | Konkurencja | Zwycięzca          | 2. miejsce         | 3. miejsce          |
| 1.                                                            | 9 grudnia 1988   | Tignes       | MO          | Nelson Carmichael  | Olivier Allamand   | Bernard Brandt      |
| 2.                                                            | 10 grudnia 1988  | Tignes       | BA          | Rune Kristiansen   | Brak danych        | Lane Spina          |
| 3.                                                            | 11 grudnia 1988  | Tignes       | AE          | André Ouimet       | Éric Laboureix     | Philippe LaRoche    |
| 4.                                                            | 11 grudnia 1988  | Tignes       | KB          | Éric Laboureix     | Alain LaRoche      | Chris Simboli       |
| 5.                                                            | 16 grudnia 1988  | La Plagne    | BA          | Brak danych        | Lane Spina         | Roberto Franco      |
| 6.                                                            | 17 grudnia 1988  | La Plagne    | MO          | Nelson Carmichael  | Edgar Grospiron    | Thomas Kristiansson |
| 7.                                                            | 18 grudnia 1988  | La Plagne    | AE          | Tor Skeie          | John Ross          | André Ouimet        |
| 8.                                                            | 18 grudnia 1988  | La Plagne    | KB          | Éric Laboureix     | Scott Ogren        | Chris Simboli       |
| 9.                                                            | 6 stycznia 1989  | Mont Gabriel | BA          | Brak danych        | Rune Kristiansen   | Lane Spina          |
| 10.                                                           | 7 stycznia 1989  | Mont Gabriel | MO          | Hans Engelsen Eide | Nelson Carmichael  | Edgar Grospiron     |
| 11.                                                           | 8 stycznia 1989  | Mont Gabriel | AE          | John Ross          | Philippe LaRoche   | André Ouimet        |
| 12.                                                           | 8 stycznia 1989  | Mont Gabriel | KB          | Éric Laboureix     | Chris Simboli      | Alain LaRoche       |
| 13.                                                           | 13 stycznia 1989 | Lake Placid  | MO          | Nelson Carmichael  | Edgar Grospiron    | Scott Ogren         |
| 14.                                                           | 14 stycznia 1989 | Lake Placid  | BA          | Brak danych        | Rune Kristiansen   | Lane Spina          |
| 15.                                                           | 15 stycznia 1989 | Lake Placid  | AE          | Tor Skeie          | Lloyd Langlois     | Alain LaRoche       |
| 16.                                                           | 15 stycznia 1989 | Lake Placid  | KB          | Éric Laboureix     | Chris Simboli      | Alain LaRoche       |
| 17.                                                           | 20 stycznia 1989 | Calgary      | BA          | Brak danych        | Dave Walker        | Lane Spina          |
| 18.                                                           | 21 stycznia 1989 | Calgary      | AE          | Tor Skeie          | Trace Worthington  | Lloyd Langlois      |
| 19.                                                           | 22 stycznia 1989 | Calgary      | MO          | Edgar Grospiron    | Nelson Carmichael  | Bruno Bertrand      |
| 20.                                                           | 22 stycznia 1989 | Calgary      | KB          | Alain LaRoche      | Chris Simboli      | Scott Ogren         |
| 21.                                                           | 27 stycznia 1989 | Breckenridge | BA          | Lane Spina         | Brak danych        | Chris Simboli       |
| 22.                                                           | 28 stycznia 1989 | Breckenridge | MO          | Edgar Grospiron    | Leif Persson       | Mark Moeller        |
| 23.                                                           | 29 stycznia 1989 | Breckenridge | AE          | Philippe LaRoche   | Didier Méda        | Sonny Schönbächler  |
| 24.                                                           | 29 stycznia 1989 | Breckenridge | KB          | Scott Ogren        | Chris Simboli      | Alain LaRoche       |
| 25.                                                           | 10 lutego 1989   | La Clusaz    | BA          | Brak danych        | Dave Walker        | Nelson Finstad      |
| 26.                                                           | 11 lutego 1989   | La Clusaz    | AE          | Jean-Marc Rozon    | Tor Skeie          | Didier Méda         |
| 27.                                                           | 12 lutego 1989   | La Clusaz    | MO          | Edgar Grospiron    | Nelson Carmichael  | Leif Persson        |
| 28.                                                           | 12 lutego 1989   | La Clusaz    | KB          | Scott Ogren        | Chris Simboli      | Klaus Pescolderung  |
| 2. Mistrzostwa Świata w Narciarstwie Dowolnym 1989 – Oberjoch |                  |              |             |                    |                    |                     |
| 29.                                                           | 10 marca 1989    | Voss         | BA          | Brak danych        | Lane Spina         | Rune Kristiansen    |
| 30.                                                           | 11 marca 1989    | Voss         | MO          | Nelson Carmichael  | Hans Engelsen Eide | Scott Ogren         |
| 31.                                                           | 12 marca 1989    | Voss         | AE          | Didier Méda        | Trace Worthington  | Jean-Marc Bacquin   |
| 32.                                                           | 12 marca 1989    | Voss         | KB          | Scott Ogren        | Chris Simboli      | Scott Harrington    |
| 33.                                                           | 16 marca 1989    | Åre          | BA          | Lane Spina         | Richard Pierce     | Dave Walker         |
| 34.                                                           | 17 marca 1989    | Åre          | MO          | Nelson Carmichael  | Edgar Grospiron    | Youri Gilg          |
| 35.                                                           | 18 marca 1989    | Åre          | AE          | Russ Magnanti      | Trace Worthington  | Didier Méda         |
| 36.                                                           | 18 marca 1989    | Åre          | KB          | Youri Gilg         | Timo Kanninen      | Chris Simboli       |
| 37.                                                           | 22 marca 1989    | Suomu        | BA          | Rune Kristiansen   | Lane Spina         | Richard Pierce      |
| 38.                                                           | 23 marca 1989    | Suomu        | MO          | Edgar Grospiron    | Jürg Biner         | Nelson Carmichael   |

### Klasyfikacje
| Lp. | Zawodnik           | Punkty |
| --- | ------------------ | ------ |
| 1.  | Chris Simboli      | 58     |
| 2.  | Scott Ogren        | 56     |
| 3.  | Alain LaRoche      | 46     |
| 4.  | Éric Laboureix     | 42     |
| 5.  | Hermann Reitberger | 25     |
| 5.  | Nelson Carmichael  | 25     |
| 5.  | Edgar Grospiron    | 25     |
| 7.  | Tor Skeie          | 24     |
| 7.  | Lane Spina         | 24     |
| 7.  | Rune Kristiansen   | 24     |
| 7.  | Scott Harrington   | 24     |
| 7.  | Richard Pierce     | 24     |

| Lp. | Zawodnik           | Punkty |
| --- | ------------------ | ------ |
| 1.  | Tor Skeie          | 143    |
| 2.  | Philippe LaRoche   | 138    |
| 3.  | Didier Méda        | 136    |
| 4.  | André Ouimet       | 127    |
| 5.  | Trace Worthington  | 125    |
| 5.  | Sonny Schönbächler | 125    |
| 7.  | Chris Haslock      | 108    |
| 7.  | Jean-Marc Bacquin  | 108    |
| 9.  | Alain LaRoche      | 106    |
| 10. | Chris Simboli      | 101    |

| Lp. | Zawodnik           | Punkty |
| --- | ------------------ | ------ |
| 1.  | Nelson Carmichael  | 173    |
| 2.  | Edgar Grospiron    | 172    |
| 3.  | Hans Engelsen Eide | 143    |
| 4.  | Bernard Brandt     | 136    |
| 5.  | Leif Persson       | 133    |
| 6.  | Olivier Allamand   | 132    |
| 7.  | Chuck Martin       | 128    |
| 7.  | Jürg Biner         | 128    |
| 9.  | Scott Ogren        | 120    |
| 10. | Petsch Moser       | 115    |

| Lp. | Zawodnik           | Punkty |
| --- | ------------------ | ------ |
| 1.  | Hermann Reitberger | 174    |
| 2.  | Lane Spina         | 168    |
| 3.  | Rune Kristiansen   | 165    |
| 4.  | Richard Pierce     | 152    |
| 5.  | Dave Walker        | 151    |
| 6.  | Chris Simboli      | 149    |
| 7.  | Hubert Sewald      | 146    |
| 8.  | Roberto Franco     | 141    |
| 9.  | Heini Baumgartner  | 119    |
| 10. | Klaus Mühlstein    | 107    |

| Lp. | Zawodnik         | Punkty |
| --- | ---------------- | ------ |
| 1.  | Chris Simboli    | 84     |
| 2.  | Scott Ogren      | 83     |
| 3.  | Alain LaRoche    | 82     |
| 4.  | Scott Harrington | 69     |
| 5.  | Éric Laboureix   | 60     |
| 6.  | Murray Cluff     | 55     |
| 7.  | Chris Hatton     | 40     |
| 8.  | Oleg Isakow      | 30     |
| 9.  | Timo Kanninen    | 26     |
| 10. | Jeff Viola       | 23     |

## Kobiety

### Kalendarz i wyniki
| Lp                                                            | Data             | Miejsce      | Konkurencja | Zwyciężczyni         | 2. miejsce           | 3. miejsce           |
| 1.                                                            | 9 grudnia 1988   | Tignes       | MO          | Raphaëlle Monod      | Stine Lise Hattestad | Liz McIntyre         |
| 2.                                                            | 10 grudnia 1988  | Tignes       | BA          | Conny Kissling       | Lucie Barma          | Viviane Dictus       |
| 3.                                                            | 11 grudnia 1988  | Tignes       | AE          | Susanna Antonsson    | Meredith Gardner     | Catherine Lombard    |
| 4.                                                            | 11 grudnia 1988  | Tignes       | KB          | Meredith Gardner     | Conny Kissling       | Melanie Palenik      |
| 5.                                                            | 16 grudnia 1988  | La Plagne    | BA          | Conny Kissling       | Jan Bucher           | Betsy Reid           |
| 6.                                                            | 17 grudnia 1988  | La Plagne    | MO          | Stine Lise Hattestad | Silvia Marciandi     | Donna Weinbrecht     |
| 7.                                                            | 18 grudnia 1988  | La Plagne    | AE          | Sonja Reichart       | Melanie Palenik      | Meredith Gardner     |
| 8.                                                            | 18 grudnia 1988  | La Plagne    | KB          | Conny Kissling       | Melanie Palenik      | Meredith Gardner     |
| 9.                                                            | 6 stycznia 1989  | Mont Gabriel | BA          | Jan Bucher           | Conny Kissling       | Meredith Gardner     |
| 10.                                                           | 7 stycznia 1989  | Mont Gabriel | MO          | Donna Weinbrecht     | Tatjana Mittermayer  | Birgit Stein-Keppler |
| 11.                                                           | 8 stycznia 1989  | Mont Gabriel | AE          | Catherine Lombard    | Sonja Reichart       | Meredith Gardner     |
| 12.                                                           | 8 stycznia 1989  | Mont Gabriel | KB          | Melanie Palenik      | Conny Kissling       | Shannon Carey        |
| 13.                                                           | 13 stycznia 1989 | Lake Placid  | MO          | Stine Lise Hattestad | Donna Weinbrecht     | Tatjana Mittermayer  |
| 14.                                                           | 14 stycznia 1989 | Lake Placid  | BA          | Conny Kissling       | Jan Bucher           | Betsy Reid           |
| 15.                                                           | 15 stycznia 1989 | Lake Placid  | AE          | Melanie Palenik      | Jodie Spiegel        | Hiroko Fujii         |
| 16.                                                           | 15 stycznia 1989 | Lake Placid  | KB          | Conny Kissling       | Melanie Palenik      | Meredith Gardner     |
| 17.                                                           | 20 stycznia 1989 | Calgary      | BA          | Jan Bucher           | Conny Kissling       | Lucie Barma          |
| 18.                                                           | 21 stycznia 1989 | Calgary      | AE          | Catherine Lombard    | Meredith Gardner     | Edel Hovland         |
| 19.                                                           | 22 stycznia 1989 | Calgary      | MO          | LeeLee Morrison      | Donna Weinbrecht     | Silvia Marciandi     |
| 20.                                                           | 22 stycznia 1989 | Calgary      | KB          | Conny Kissling       | Meredith Gardner     | Melanie Palenik      |
| 21.                                                           | 27 stycznia 1989 | Breckenridge | BA          | Jan Bucher           | Conny Kissling       | Lucie Barma          |
| 22.                                                           | 28 stycznia 1989 | Breckenridge | MO          | LeeLee Morrison      | Raphaëlle Monod      | Stine Lise Hattestad |
| 23.                                                           | 29 stycznia 1989 | Breckenridge | AE          | Catherine Lombard    | Melanie Palenik      | Susanna Antonsson    |
| 24.                                                           | 29 stycznia 1989 | Breckenridge | KB          | Melanie Palenik      | Meredith Gardner     | Tarsha Ebbern        |
| 25.                                                           | 10 lutego 1989   | La Clusaz    | BA          | Jan Bucher           | Conny Kissling       | Julia Snell          |
| 26.                                                           | 11 lutego 1989   | La Clusaz    | AE          | Sonja Reichart       | Catherine Lombard    | Meredith Gardner     |
| 27.                                                           | 12 lutego 1989   | La Clusaz    | MO          | Raphaëlle Monod      | Tatjana Mittermayer  | Donna Weinbrecht     |
| 28.                                                           | 12 lutego 1989   | La Clusaz    | KB          | Meredith Gardner     | Conny Kissling       | Véronique Granier    |
| 2. Mistrzostwa Świata w Narciarstwie Dowolnym 1989 – Oberjoch |                  |              |             |                      |                      |                      |
| 29.                                                           | 10 marca 1989    | Voss         | BA          | Jan Bucher           | Conny Kissling       | Lucie Barma          |
| 30.                                                           | 11 marca 1989    | Voss         | MO          | Raphaëlle Monod      | LeeLee Morrison      | Donna Weinbrecht     |
| 31.                                                           | 12 marca 1989    | Voss         | AE          | Sonja Reichart       | Edel Hovland         | Melanie Palenik      |
| 32.                                                           | 12 marca 1989    | Voss         | KB          | Melanie Palenik      | Conny Kissling       | Meredith Gardner     |
| 33.                                                           | 16 marca 1989    | Åre          | BA          | Conny Kissling       | Jan Bucher           | Lucie Barma          |
| 34.                                                           | 17 marca 1989    | Åre          | MO          | Silvia Marciandi     | Tatjana Mittermayer  | Raphaëlle Monod      |
| 35.                                                           | 18 marca 1989    | Åre          | AE          | Melanie Palenik      | Jodie Spiegel        | Sonja Reichart       |
| 36.                                                           | 18 marca 1989    | Åre          | KB          | Conny Kissling       | Melanie Palenik      | Meredith Gardner     |
| 37.                                                           | 22 marca 1989    | Suomu        | BA          | Jan Bucher           | Conny Kissling       | Nadège Ferrier       |
| 38.                                                           | 23 marca 1989    | Suomu        | MO          | Donna Weinbrecht     | Raphaëlle Monod      | Lise Benberg         |
| 39.                                                           | 24 marca 1989    | Suomu        | AE          | Catherine Lombard    | Sonja Reichart       | Melanie Palenik      |
| 40.                                                           | 24 marca 1989    | Suomu        | KB          | Conny Kissling       | Melanie Palenik      | Meredith Gardner     |

### Klasyfikacje
| Lp. | Zawodniczka         | Punkty |
| --- | ------------------- | ------ |
| 1.  | Conny Kissling      | 29     |
| 2.  | Meredith Gardner    | 26     |
| 3.  | Melanie Palenik     | 25     |
| 4.  | Jan Bucher          | 12     |
| 5.  | Catherine Lombard   | 11     |
| 5.  | Sonja Reichart      | 11     |
| 5.  | Raphaëlle Monod     | 11     |
| 5.  | Donna Weinbrecht    | 11     |
| 9.  | Lucie Barma         | 10     |
| 9.  | Tatjana Mittermayer | 10     |
| 9.  | Silvia Marciandi    | 10     |

| Lp. | Zawodniczka       | Punkty |
| --- | ----------------- | ------ |
| 1.  | Catherine Lombard | 77     |
| 1.  | Sonja Reichart    | 77     |
| 3.  | Melanie Palenik   | 75     |
| 4.  | Meredith Gardner  | 68     |
| 5.  | Edel Hovland      | 50     |
| 6.  | Susanna Antonsson | 46     |
| 6.  | Dorene Bourque    | 46     |
| 8.  | Jodie Spiegel     | 45     |
| 9.  | Conny Kissling    | 43     |
| 10. | Kirstie Marshall  | 29     |

| Lp. | Zawodniczka          | Punkty |
| --- | -------------------- | ------ |
| 1.  | Raphaëlle Monod      | 77     |
| 2.  | Donna Weinbrecht     | 76     |
| 3.  | Tatjana Mittermayer  | 68     |
| 4.  | Silvia Marciandi     | 67     |
| 5.  | LeeLee Morrison      | 66     |
| 6.  | Stine Lise Hattestad | 57     |
| 7.  | Liz McIntyre         | 44     |
| 8.  | Lise Benberg         | 43     |
| 9.  | Petra Moroder        | 41     |
| 10. | Birgit Stein-Keppler | 40     |

| Lp. | Zawodniczka      | Punkty |
| --- | ---------------- | ------ |
| 1.  | Jan Bucher       | 84     |
| 2.  | Conny Kissling   | 81     |
| 3.  | Lucie Barma      | 69     |
| 4.  | Betsy Reid       | 61     |
| 5.  | Meredith Gardner | 58     |
| 6.  | Julia Snell      | 52     |
| 6.  | Nadège Ferrier   | 52     |
| 8.  | Karen Hunter     | 39     |
| 9.  | Nancy Wankling   | 29     |
| 10. | Melanie Palenik  | 25     |

| Lp. | Zawodniczka          | Punkty |
| --- | -------------------- | ------ |
| 1.  | Conny Kissling       | 54     |
| 2.  | Melanie Palenik      | 52     |
| 3.  | Meredith Gardner     | 48     |
| 4.  | Jilly Curry          | 35     |
| 5.  | Véronique Granier    | 15     |
| 6.  | Wasilisa Siemienczuk | 7      |
| 7.  | Shannon Carey        | 6      |
| 7.  | Tarsha Ebbern        | 6      |